# Thunder Bay (distrito)
O Distrito de Thunder Bay é uma região administrativa da província canadense de Ontário. Sua capital é Thunder Bay. Possui uma população de 149 063 habitantes.